# Jørgen Aukland
Pour les articles homonymes, voir Aukland.
Jørgen Aukland, né le 6 août 1975, est un fondeur norvégien spécialiste des épreuves sur de longues distances. En 2008, il remporte la fameuse Vasaloppet en devançant son frère Anders Aukland au terme des 90 km de course. Il bat à cette occasion le record de l'épreuve en un peu plus de quatre heures et treize minutes. Il abaisse ainsi de plus de 20 minutes l'ancienne meilleure marque détenue depuis 2006 par le Suédois Daniel Tynell. Cinq ans plus tard, en 2013, il gagne de nouveau la Vasaloppet,.
En coupe du monde de ski de fond, le Norvégien compte un podium en carrière en quatre participations à des épreuves. En janvier 2004, Aukland se classe troisième d'une épreuve de 70 km derrière son frère Anders et l'Italien Giorgio Di Centa.